# Юхары-Абдурахманлы
Юхары-Абдурахманлы (азерб. Yuxarı Əbdürrəhmanlı) — село в Физулинском районе Азербайджана. Расположено на реке Чарахан, между городом Физули и селом Ашагы-Абдурахманлы, на высоте 321 метров.

## История
Во время Первой карабахской войны, 18 августа 1993 года, село перешло под контроль армянских сил. По сообщению азербайджанской стороны, в ходе военной операции погибли 25 мирных жителей.
27 сентября 2020 года в ходе Второй карабахской войны Министерство обороны Азербайджана сообщило о восстановлении азербайджанской армией контроля над Юхары-Абдурахманлы и четырьмя другими сёлами Физулинского района.